# Jhojan Valencia
Jhojan Manuel Valencia Jiménez, noto semplicemente come Jhojan Valencia (27 luglio 1996), è un calciatore colombiano, centrocampista dell'Universidad Católica.

## Carriera
Cresciuto nel Deportivo Cali, debutta in prima squadra il 6 marzo 2015 in occasione dell'incontro di Copa Colombia vinto 2-0 contro l'América de Cali.

## Statistiche

### Presenze e reti nei club
Statistiche aggiornate al 26 dicembre 2021.
| Stagione               | Squadra                | Campionato             | Campionato | Campionato | Coppe nazionali | Coppe nazionali | Coppe nazionali | Coppe continentali | Coppe continentali | Coppe continentali | Altre coppe | Altre coppe | Altre coppe | Totale | Totale |
| Stagione               | Squadra                | Comp                   | Pres       | Reti       | Comp            | Pres            | Reti            | Comp               | Pres               | Reti               | Comp        | Pres        | Reti        | Pres   | Reti   |
| ---------------------- | ---------------------- | ---------------------- | ---------- | ---------- | --------------- | --------------- | --------------- | ------------------ | ------------------ | ------------------ | ----------- | ----------- | ----------- | ------ | ------ |
| 2015                   | Deportivo Cali         | A                      | 9          | 0          | CC              | 5               | 1               |                    | -                  | -                  |             | -           | -           | 14     | 1      |
| 2017                   | Cúcuta Deportivo       | B                      | 6          | 0          | CC              | 4               | 0               |                    | -                  | -                  |             | -           | -           | 10     | 0      |
| 2017                   | Deportivo Cali         | A                      | 0          | 0          | CC              | 1               | 0               |                    | -                  | -                  |             | -           | -           | 1      | 0      |
| 2018                   | Unión Magdalena        | B                      | 31         | 1          | CC              | 1               | 0               |                    | -                  | -                  |             | -           | -           | 32     | 1      |
| 2019                   | Unión Magdalena        | A                      | 38         | 1          | CC              | 0               | 0               |                    | -                  | -                  |             | -           | -           | 38     | 1      |
| Totale Unión Magdalena | Totale Unión Magdalena | Totale Unión Magdalena | 69         | 2          |                 | 1               | 0               |                    | -                  | -                  |             | -           | -           | 70     | 2      |
| 2020                   | Deportivo Cali         | A                      | 13         | 0          | CC              | 1               | 0               | CS                 | 4                  | 0                  |             | -           | -           | 18     | 0      |
| 2021                   | Deportivo Cali         | A                      | 43         | 1          | CC              | 5               | 0               | CS                 | 2                  | 0                  |             | -           | -           | 50     | 1      |
| Totale Deportivo Cali  | Totale Deportivo Cali  | Totale Deportivo Cali  | 65         | 1          |                 | 12              | 1               |                    | 6                  | 0                  |             | -           | -           | 85     | 2      |
| 2022                   | Austin FC              | MLS                    | 13+1       | 0          | USOC            | 1               | 0               |                    | -                  | -                  |             | -           | -           | 15     | 0      |
| 2023                   | Austin FC              | MLS                    | 27         | 0          | USOC            | 2               | 0               | CCL                | 1                  | 0                  | LC          | 1           | 0           | 31     | 0      |
| 2024                   | Austin FC              | MLS                    | 27         | 0          |                 | -               | -               |                    | -                  | -                  | LC          | 3           | 0           | 30     | 0      |
| Totale Austin FC       | Totale Austin FC       | Totale Austin FC       | 67+1       | 0          |                 | 3               | 0               |                    | -                  | -                  |             | 4           | 0           | 75     | 0      |
| Totale carriera        | Totale carriera        | Totale carriera        | 208        | 3          |                 | 20              | 1               |                    | 7                  | 0                  |             | 4           | 0           | 239    | 4      |

## Palmarès

### Club

#### Competizioni nazionali
- Campionato colombiano: 1

Deportivo Cali: 2021-II